# Tony Popovic
Tony Popovic (chorvatsky Tony Popović; * 4. červen 1973) je bývalý australský fotbalový obránce a reprezentant chorvatského původu.

## Reprezentační kariéra
Tony Popovic odehrál 58 reprezentačních utkání a vstřelil 8 gólů za A-mužstvo Austrálie.

## Statistiky
| Austrálie | Austrálie | Austrálie |
| Roky      | Záp.      | Góly      |
| --------- | --------- | --------- |
| 1995      | 8         | 0         |
| 1996      | 10        | 0         |
| 1997      | 2         | 0         |
| 1998      | 2         | 0         |
| 1999      | 0         | 0         |
| 2000      | 7         | 1         |
| 2001      | 10        | 5         |
| 2002      | 0         | 0         |
| 2003      | 2         | 1         |
| 2004      | 5         | 0         |
| 2005      | 8         | 0         |
| 2006      | 4         | 1         |
| Celkem    | 58        | 8         |